# Hochneukirchen-Gschaidt
Hochneukirchen-Gschaidt là một đô thị thuộc huyện Wiener Neustadt-Land trong bang Niederösterreich, Áo.